# EUROCAE
EUROCAE (acrònim anglès d'European Organization for Civil Aviation Equipment), Organització Europea d'equipament per aviació civil, és una organització que s'encarrega de crear estàndards per a l'electrònica en el camp de l'aviació. Fou creada el 1963 a Suïssa i la seva seu és a Malakoff (França). EOROCAE és l'equivalent a Europa de la RTCA dels EUA.
EUROCAE té el camp de treball relacionat amb els dispositius elèctrics i electrònics. Estandarditza els requisits pels dispositius d'electrònica tant per avions com pels sistemes terrestres de localització i navegació aèria. Desenvolupa normes i documents. Els membres d'EUROCAE provenen d'autoritats aeronàutiques internacionals, fabricants d'avions, proveïdors, aerolínies i operadors d'aeroports.

Aquestes dues organitzacions, EUROCAE i RTCA, treballen tot sovint plegats (també treballen amb l'organització SAE). Alguns documents, per exemple el DO-160 (ED-14), que tracta sobre les influències de l'entorn (ex. llamps), es desenvolupa de forma conjunta. El document DO-160 serveix com a requisit mínim dins la indústria aeronàutica per a la protecció de l'electrònica davant la influència exterior, inclosa la compatibilidad electromagnética.

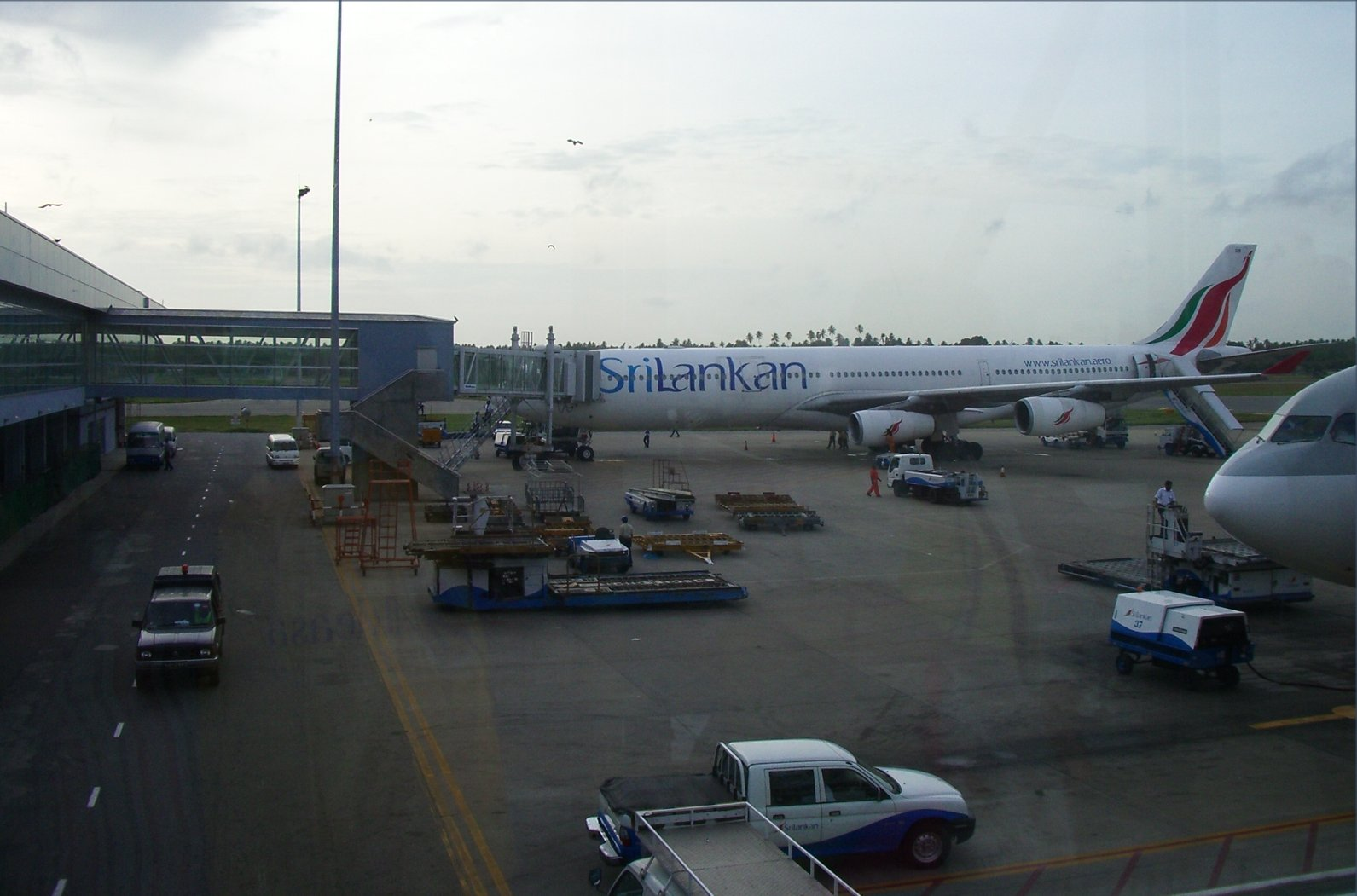
Fig.1 Objecte d'estudi : avions i dispositius terrestres relacionats.